# Rewolwer Gamba Trident
Gamba Trident – włoski rewolwer kalibru .32 S&W lub .38 Special.
Produkcję rewolweru Trident rozpoczęto w 1980 roku. Produkowano go wtedy w czterech wersjach różniących się długością lufy. Rewolwery z lufami 64 mm (Trident 25) i 76 mm (Trident 30) były przeznaczone do noszenia w ukryciu i samoobrony. W związku z tym wyposażono je w stałe przyrządy celownicze. Wersja z lufami 102 mm (Trident Vigilante) oraz 152 mm (Trident Super) były zaprojektowane jako amatorska broń sportowa i w związku z tym wyposażono je w celowniki mikrometryczne. W 1982 roku ofertę rozszerzono o wyczynową wersję sportową wersję Trident Match. Została ona wyposażona w ciężką lufę długości 152 mm i celownik mikrometryczny. Z czasem ofertę rewolwerów Trident ograniczono do wersji Trident 25 i Terident Match w odmianach 900 (.38 Special) i 901 (.32 S&W).